# 协同编辑
協同编辑是指小组成员共同编译最终完成作品的工作形式。团体意识、参与和协调对于协同编辑的成功是至关重要的。

## 概述
协同写作是指由多个人完成写作；他们可能在开始之前先讨论他们要写什么，在每个人完成了自己部分的草案之后再讨论他们写了什么。写作任务可能被组织，然后分成多个子任务分配给每个小组成员，一个任务接着一个任务的完成，或者他们也可能共同完成每一项任务。作品被计划、编写、修订，这其中至少有一个步骤是多人参与的。通常，文档结构和内容的讨论会全组参与。
这种方法常常用于文本文档或程序的编写。这种异步(异时)贡献是非常有效的，作为小组成员不需要为了一起工作而聚在一起。一般来说，管理这样的工作需要软件；最常见的文档编辑工具是wiki，而对于编程则使用版本控制系统。大多数文字处理软件也能够记录修改，这些软件允许工作者在同一个文档上编辑，并能够自动标记谁做了什么修改。新的写作环境如Google Docs，提供协同编辑和版本控制功能，同步/异步编辑。
维基百科是一个大规模协同编辑项目的例子，因为公众提供的巨大贡献，这有好处也有坏处，维基百科是世界上最广泛的资料库之一。不幸的是，这也会导致网上“涂鸦”，公众可以提交错误信息或随机的垃圾。协同编辑使得项目比个人写作更加丰富，也更加复杂。许多学习社区会有一个或多个协同任务。然而，与他人一起写作也使编写任务更为复杂。越来越多的研究文献试图弄清楚怎样使用协同写作可以提高学习经验。 
正确的访问管理系统可以防止信息重复。访问管理系统需要访问服务器，需要时刻保持在线。在线协同还会因为时区等问题变得更加困难。